# Francisca de Nebrija
Francisca de Nebrija (o Lebrija) va ser una humanista espanyola del segle xvi.
Era filla del famós humanista Antonio de Nebrija, autor de la primera gramàtica castellana, i d'Isabel Montesinos de Solís. Es coneixen pocs detalls de la seva vida però sí se sap que va arribar a substituir al seu pare en la càtedra de retòrica que aquest ocupava a la Universitat d'Alcalá. Això la converteix, (juntament amb Luisa de Medrano a la Universitat de Salamanca) en una de les primeres dones que va impartir classe en una universitat a Espanya. A més algunes fonts apunten que ella havia ajudat al seu pare amb la seva recerca i escrits. Cap dels seus treballs personals ha sobreviscut.
Francisca va viure en una època en què era molt rar que les dones erudites fessin classes en una universitat. Espanya va ser un dels pocs llocs on les dones van poder fer-ho. Això va ser per l'exemple de la reina Isabel la Catòlica que fomentava "l'amor per l'estudi". A més, les dones com Francisca tenien èxit perquè els seus pares els obrien moltes portes.